# Killian Hayes
Killian Deron Antron Hayes (Lakeland, Florida, 27 de julio de 2001) es un jugador de baloncesto estadounidense-francés que pertenece a la plantilla de los Brooklyn Nets de la NBA. Mide 1,96 metros de estatura, juega en la posición de base.

## Trayectoria deportiva

### Primeros años
Hayes nació en Lakeland, Florida, donde su padre, DeRon Hayes, jugaba baloncesto en la ABA en ese momento. Un año más tarde, Hayes comenzó a vivir en Cholet, Francia, luego de que su padre continuara su carrera en la LNB Pro A, la principal liga del país. Creció jugando en las categorías inferiores del Cholet Basket. Aunque quiso jugar baloncesto en la escuela secundaria y en la universidad en los Estados Unidos, permaneció en Francia siguiendo el consejo de su padre.

### Profesional

#### Cholet Basket

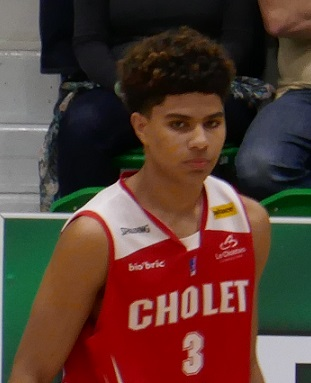
Hayes con Cholet en 2018

Hayes hizo su debut con el equipo sénior del Cholet el 21 de octubre de 2017 a los 16 años, dos meses y 24 días de edad, jugando dos minutos en un partido ante el Nanterre 92 en la LNB Pro A. Esa temporada la alternó entre el primer equipo y el Espoirs, el equipo de promesas. En la máxima categoría disputó nueve partidos, promediando 2,2 puntos y 1,2 rebotes.
Antes del comienzo de la temporada 2018-19, firmó un contrato por tres años con el Cholet, desoyendo varias ofertas de clubes europeos. Tras tres semanas lesionado, jugó la temporada completa en el primer equipo, acabando con unos promedios de 7,1 puntos y 3,1 asistencias por partido.

#### ratiopharm Ulm
El 2 de agosto de 2019, Hayes firmó un contrato por tres temporadas con el ratiopharm Ulm de la Basketball Bundesliga. Debutó el 24 de septiembre, registrando 15 puntos, 6 rebotes y 6 asistencias en una victoria sobre el SC Rasta Vechta. Jugando como titular, acabó la temporada promediando 11,6 puntos y 5,4 rebotes entre partidos de Bundesliga, copa de Alemania y EuroCup.

#### NBA
Fue elegido en la séptima posición del Draft de la NBA de 2020 por los Detroit Pistons. La noche del 14 de noviembre de 2021 registró su primer doble-doble (13 puntos-10 asistencias) en la victoria de los Pistons ante Toronto Raptors (127-121) en Canadá.
A finales de septiembre de 2022 se anuncia la extensión de su contrato con los Pistons.
Durante su cuarta temporada en Detroit, el 8 de febrero de 2024, es cortado por los Pistons.
A finales de julio de 2024 firma con Brooklyn Nets por una temporada. Pero el 19 de octubre es cortado antes del inicio de la temporada. El 27 de octubre se une a los Long Island Nets.
El 19 de febrero de 2025, firma un contrato de 10 días con Brooklyn Nets.

## Estadísticas de su carrera en la NBA

### Temporada regular
| Año     | Equipo   | PJ  | PT  | MPP  | %TC  | %3P  | %TL  | RPP | APP | ROB | TPP | PPP  |
| ------- | -------- | --- | --- | ---- | ---- | ---- | ---- | --- | --- | --- | --- | ---- |
| 2020-21 | Detroit  | 26  | 18  | 25.8 | .353 | .278 | .824 | 2.7 | 5.3 | 1.0 | .4  | 6.8  |
| 2021-22 | Detroit  | 66  | 40  | 25.0 | .383 | .263 | .770 | 3.2 | 4.2 | 1.2 | .5  | 6.9  |
| 2022-23 | Detroit  | 76  | 56  | 28.3 | .377 | .280 | .821 | 2.9 | 6.2 | 1.4 | .4  | 10.3 |
| 2023-24 | Detroit  | 42  | 31  | 24.0 | .413 | .297 | .660 | 2.8 | 4.9 | .9  | .5  | 6.9  |
| 2024-25 | Brooklyn | 6   | 5   | 27.1 | .419 | .381 | .833 | 3.0 | 5.2 | .7  | .7  | 9.0  |
| Total   | Total    | 216 | 150 | 26.1 | .383 | .281 | .777 | 2.9 | 5.2 | 1.2 | .4  | 8.1  |